# Józef Kania (duchowny)
Józef Kania, ps. „Ojciec Michał”, „Pater Michael”, „Michał Krauze” (ur. 31 stycznia 1913 w Dębie, zm. 12 czerwca 1944 w KL Auschwitz) – polski duchowny rzymskokatolicki, działacz społeczny, kapelan Inspektoratu Rybnik Armii Krajowej.

## Życiorys

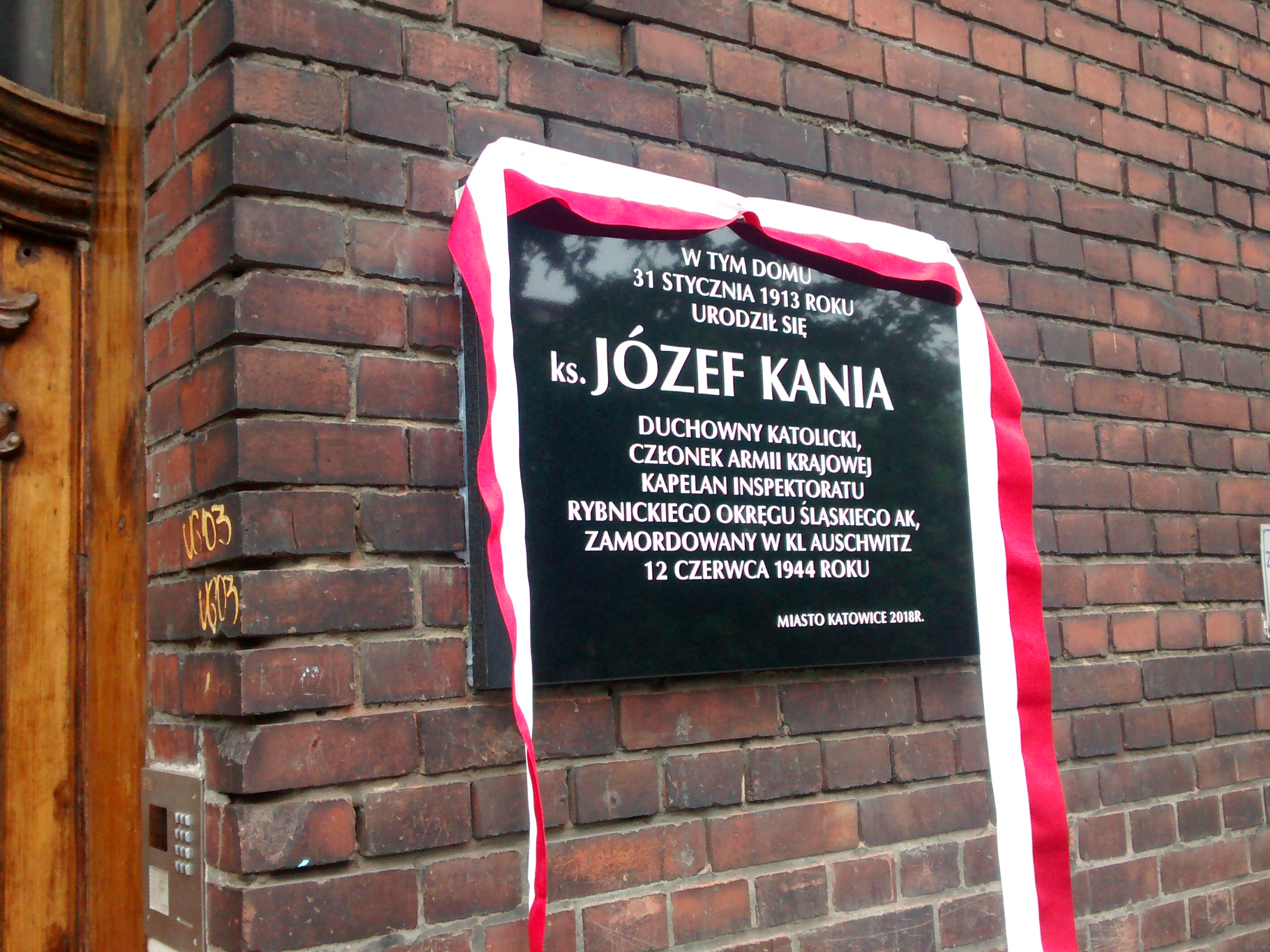
Tablica pamiątkowa umieszczona na fasadzie budynku przy ulicy Krzyżowej 7 w Katowicach, w miejscu narodzin ks. Józefa Kani (2018)

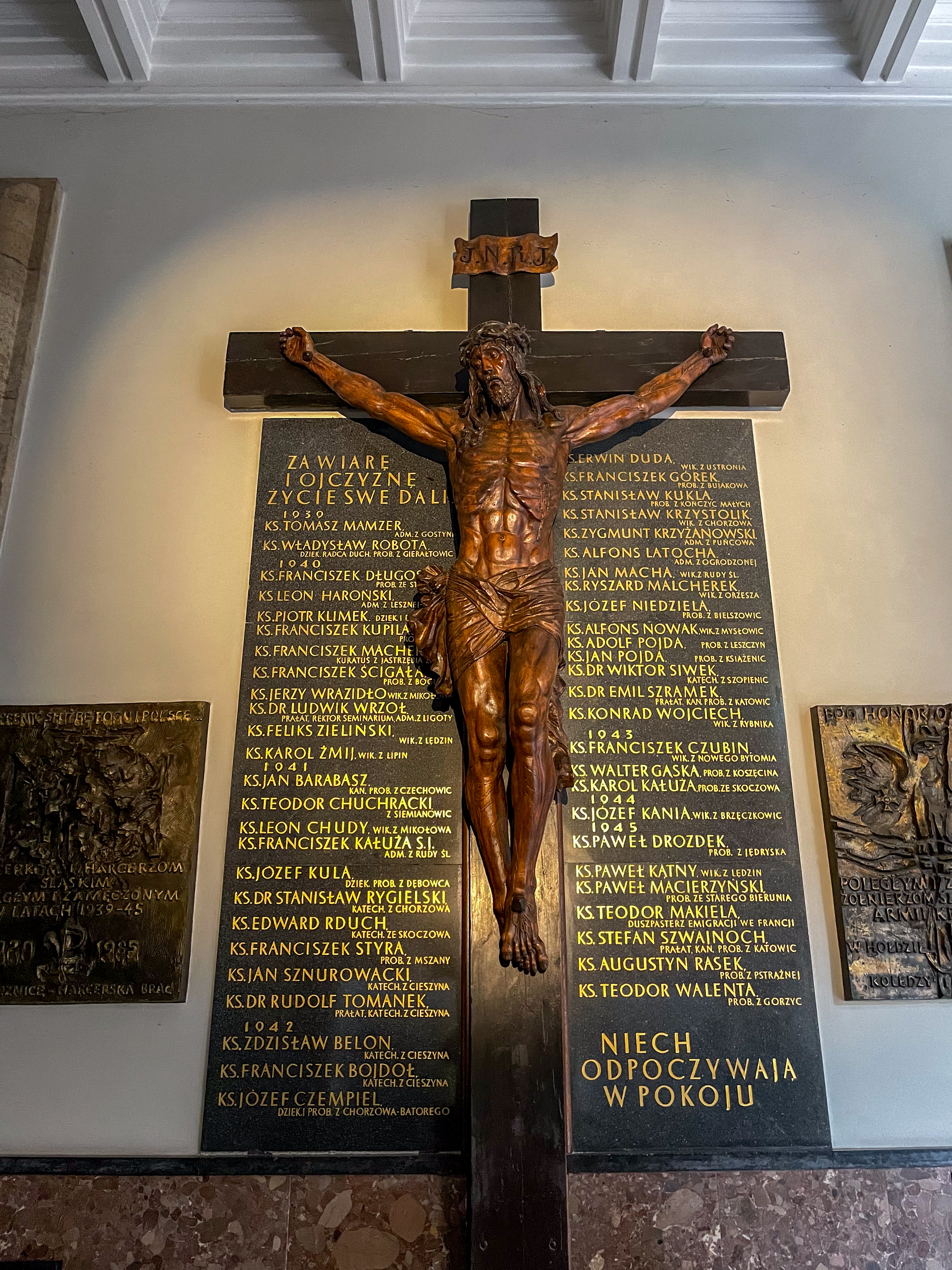
Tablice pamiątkowe upamiętniające zamordowanych księży z diecezji katowickiej (w tym ks. Józefa Kanię; po prawej stronie) wewnątrz archikatedry Chrystusa Króla w Katowicach (2024)

Urodził się 31 stycznia 1913 roku w Dębie (późniejsza część Katowic) w rodzinie ślusarza górniczego Józefa i Anny z domu Wypiór. Po ukończeniu Państwowego Gimnazjum w Katowicach i zdaniu matury w 1932 roku wstąpił do Śląskiego Seminarium Duchownego w Krakowie i rozpoczął studia na Wydziale Teologicznym Uniwersytetu Jagiellońskiego. W czasie nauki w gimnazjum i później jako kleryk działał w stowarzyszeniach przy rodzinnej parafii, brał czynny udział w szkolnych organizacjach młodzieżowych, a także należał do Kółka Filomatów oraz Stowarzyszenia Młodzieży Polskiej.
20 czerwca 1937 roku otrzymał święcenia kapłańskie. Przez krótki czas pracował w rodzinnej parafii śś. Jana i Pawła Męczenników w Katowicach-Dębie. 15 sierpnia 1937 roku mianowano go wikarym w parafii św. Michała Archanioła w Michałkowicach (późniejsza część Siemianowic Śląskich). Tam go zastała II wojna światowa.
Podczas okupacji niemieckiej wysyłał paczki żywnościowe aresztowanym więźniom oraz wspierał duchowo i materialnie ich rodziny. Był także współtwórcą Polskiej Organizacji Powstańczej w Michałkowicach. Kuria biskupia w obawie przez jego aresztowaniem przeniosła go w lipcu 1941 roku do nowej placówki duszpasterskiej w Brzęczkowicach (późniejsza część Mysłowic), gdzie i tam wspierał więźniów. 
Powiadomiony o ujęciu w Katowicach członka, który mógł go wydać, z pomocą ks. Franciszka Maronia 19 lutego 1943 roku opuścił Brzęczkowice i pod pseudonimem „Pater Michael” pełnił posługę duszpasterską na Śląsku Cieszyńskim. Został kapelanem rybnickiego inspektoratu Armii Krajowej. W lutym 1944 roku aresztowano go wraz z kierującym inspektoratem Władysławem Kuboszkiem w Zbytkowie. Po przesłuchaniu w więzieniu w Mysłowicach został wysłany do niemieckiego nazistowskiego obozu koncentracyjnego KL Auschwitz. Był tam poddawanym torturom, lecz nikogo nie wydał. 
Zmarł 12 czerwca 1944 roku przez rozstrzelanie pod ścianą śmierci bloku 11. KL Auschwitz.

## Odznaczenia
- Krzyż Oświęcimski (1990; pośmiertnie)[2]

## Upamiętnienie
- Pomnik na skwerze ks. Franciszka Macherskiego w Katowicach upamiętniający powstańców śląskich oraz zmarłych „za polskość ziemi Śląska” z Dębu, w tym ks. Józef Kanię[8],
- Rondo ks. Józefa Kani w Katowicach, na terenie dzielnicy Dąb[9],
- Tablica pamiątkowa na fasadzie budynku przy ulicy Krzyżowej 7 w Katowicach, w miejscu narodzin ks. Józefa Kani[10],
- Tablica pamiątkowa na frontonie kościoła Matki Bożej Bolesnej w Mysłowicach upamiętniająca ks. Józefa Kanię[2],
- Tablice pamiątkowe na ścianie kościoła Najświętszego Serca Pana Jezusa w Jastrzębiu-Zdroju upamiętniające księży dekanatu jastrzębskiego pomordowanych podczas okupacji niemieckiej, w tym ks. Józefa Kanię[11],
- Tablice pamiątkowe w kruchcie archikatedry Chrystusa Króla w Katowicach upamiętniająca zmarłych w latach 1939–1945 kapłanów archidiecezji katowickiej, w tym ks. Józefa Kanię[12],
- Ulica ks. Józefa Kani w Mysłowicach, na terenie dzielnicy Brzęczkowice i Słupna[13].